# Juncus lesueurii
Juncus lesueurii es una especie de planta fanerógama perteneciente a la familia de las juncáceas.

## Descripción
Es originaria de la costa occidental de América del Norte desde Columbia Británica a California, donde crece en agua dulce y marismas, y cerca de las dunas de aren. Es una hierba rizomatosa perenne formando grupos de tallos a menudo superiores a un metro de altura. La inflorescencia es un racimo de varias flores verdosas o marrones acompañadas por unas brácteas cilíndricas que se ven como una extensión del tallo.

## Taxonomía
Juncus leuseurii fue descrita por Henry Nicholas Bolander y publicado en Proceedings of the California Academy of Sciences 2: 179, 181. 1862.
Etimología
Juncus: nombre genérico que deriva del nombre clásico latino  de jungere =, "para unir o vincular", debido a que los tallos se utilizan para unir o entrelazar".
lesueurii: epíteto otorgado en honor del naturalista Charles-Alexandre Lesueur,
Sinonimia
- Juncus balticus subsp. pacificus Engelm.
- Juncus lesueurii var. lesueurii
- Juncus lesueurii var. stenocaulon Buchenau
- Juncus pacificus (Engelm.) B.D.Jacks.[3][4]